# Ковальков Леонід В'ячеславович
Леонід В'ячеславович Ковальков (рос. Леонид Вячеславович Ковальков; 10 листопада 1970 — 21 липня 2020) —радянський, російський та український футболіст, виступав на позиції захисника або півзахисника.

## Життєпис
Вихованець абхазького футболу, закінчив середню школу в селі Хейвані (Амзара). Першою дорослою командою для футболіста стало сухумське «Динамо», в якому гравець провів сезон 1988 року у другій лізі. На початку 1991 року зіграв два матчі за «Ростсільмаш» у першій лізі, потім виступав за таганрозька «Торпедо», «АПК» (Азов), ростовський СКА та петербурзьку «Зміну-Сатурн».
На початку 1995 року перейшов в український клуб «Сталь» (Алчевськ), в його складі провів чотири неповних сезону в першій лізі України і зіграв понад 100 матчів. На початку 1997 року зіграв 4 матчі за ставропольське «Динамо», але ще до закінчення сезону 1996/97 повернувся в «Сталь».
На початку 1998 року перейшов у клуб вищої ліги України — запорізький «Металург». Дебютний матч у чемпіонаті країни зіграв 29 березня 1998 року проти львівських «Карпат», замінивши на 77-й хвилині Армена Акопяна. Усього зіграв 6 матчів у вищій лізі України — п'ять навесні 1998 року і один на початку сезону 1998/99, потім до завершення сезону виступав за дубль запорізького клубу.
Восени 1999 року грав за «Кремінь» у другій лізі. У 2000 році виїхав до Білорусі, де нетривалий період часу виступав за клуби вищого дивізіону «Ведрич-97» і «Гомель». В ході сезону 2000/01 років перейшов у молдовський «Ністру» (Атаки), провів у команді неповних чотири сезони. Ставав срібним (2001/02, 2003/04) і бронзовим (2002/03) призером чемпіонату Молдови. Зіграв 8 матчів у єврокубках.
Після повернення в Росію кілька років виступав на аматорському рівні за команди півдня країни.
Мав вищу освіту. У 2009 році отримав тренерську ліцензію «С». Більше 10 років працював дитячим тренером у ДЮСШ № 7 міста Сочі, також тренував дитячу команду «Кудепста».